# 233 Стеропа
233 Стеропа (енгл. 233 Asterope) је астероид главног астероидног појаса. Приближан пречник астероида је 102,78 km,
а средња удаљеност астероида од Сунца износи 2,659 астрономских јединица (АЈ).
Инклинација (нагиб) орбите у односу на раван еклиптике је 7,676 степени, а орбитални период износи 1584,396 дана (4,337 године). Ексцентрицитет орбите астероида износи 0,101.
Апсолутна магнитуда астероида износи 8,21 а геометријски албедо 0,087.
Астероид је откривен 11. маја 1883. године.